# سیارک ۲۴۲۳۲
سیارک ۲۴۲۳۲ (به انگلیسی: 24232 Lanthrum، نامگذاری:1999XA92) بیست و چهار هزار و دویست و سی و دومین سیارک کشف شده‌است که در ۷ دسامبر ۱۹۹۹ کشف شد.
قدر مطلق سیارک برابر ۱۸.۶ است.